# Kanton Bar-le-Duc-Sud
Kanton Bar-le-Duc-Sud (fr. Canton de Bar-le-Duc-Sud) byl francouzský kanton v departementu Meuse v regionu Lotrinsko. Tvořilo ho pět obcí. Zrušen byl po reformě kantonů 2014.

## Obce kantonu
- Bar-le-Duc (jižní část)
- Combles-en-Barrois
- Robert-Espagne
- Savonnières-devant-Bar
- Trémont-sur-Saulx